# Estouteville-Écalles

Estouteville-Écalles este o comună în departamentul Seine-Maritime, Franța. În 1 ianuarie 2018 avea o populație de 574 de locuitori.